# Columbus (virksomhed)
 For alternative betydninger, se Columbus. (Se også artikler, som begynder med Columbus)
Columbus (tidligere Columbus IT) er en dansk it-virksomhed, grundlagt i 1989 af Michael Gaardboe.
Virksomheden sælger softwareløsninger og ledsagende konsulentydelser til fødevare- og detailhandelssektoren, samt produktionsvirksomheder.
I 2010 købte Ib Kunøe grundlæggerens sidste 14 procent af aktierne i virksomheden, og Kunøes ejerandel kom op på 44%. I 2014 havde Kunøe aktiemajoriteten i Columbus.
I 2022 solgte Columbus sin russiske forretningsenhed, som result af Ruslands invasion af Ukraine. Enheden stod for 68 mio. af koncernens omsætning.